# Picos Binnie
Los Picos Binnie (en inglés: Binnie Peaks) son dos picos gemelos que llegan a los 1400 m s. n. m. ubicados al norte de la punta Romerof en el oeste de Georgia del Sur, en el océano Atlántico Sur, cuya soberanía está en disputa entre el Reino Unido el cual las administra como «Territorio Británico de Ultramar de las islas Georgias del Sur y Sandwich del Sur», y la República Argentina que las integra al Departamento Islas del Atlántico Sur, dentro de la Provincia de Tierra del Fuego, Antártida e Islas del Atlántico Sur. Fue nombrado por el Comité Antártico de Lugares Geográficos del Reino Unido por Edward B. Binnie, segundoresidente magistrado  británico, de Georgia del Sur, entre 1915 y 1926, sucediendo a James Innes Wilson.